# Libri di Supernatural
Questo è un elenco di tutti i libri ispirati alla serie Supernatural.

## Elenco dei libri

### Romanzi
| Titolo               | Autore                          | Data di pubblicazione | Casa editrice       |
| -------------------- | ------------------------------- | --------------------- | ------------------- |
| Nevermore            | Keith R.A. DeCandido            | 31 luglio 2007        | HarperEntertainment |
| Witch's Canyon       | Jeff Mariotte                   | 30 ottobre 2007       | HarperEntertainment |
| Bone Key             | Keith R.A. DeCandido            | 26 agosto 2008        | HarperEntertainment |
| Heart of the Dragon  | Keith R.A. DeCandido            | 16 febbraio 2010      | Titan Books         |
| The Unholy Cause     | Joe Schreiber                   | 4 maggio 2010         | Titan Books         |
| War of the Sons      | Rebecca Dessertine e David Reed | 31 agosto 2010        | Titan Books         |
| One Year Gone        | Rebecca Dessertine              | 24 maggio 2011        | Titan Books         |
| Coyote's Kiss        | Christa Faust                   | 12 luglio 2011        | Titan Books         |
| Night Terror         | John Passarella                 | 13 settembre 2011     | Titan Books         |
| Rite of Passage      | John Passarella                 | 14 agosto 2012        | Titan Books         |
| Fresh Meat           | Alice Henderson                 | 19 febbraio 2013      | Titan Books         |
| Carved in Flesh      | Tim Waggoner                    | 16 aprile 2013        | Titan Books         |
| Cold Fire            | John Passarella                 | 29 marzo 2016         | Titan Books         |
| Mythmaker            | Tim Waggoner                    | 26 luglio 2016        | Titan Books         |
| The Usual Sacrifices | Yvonne Navarro                  | 27 giugno 2017        | Titan Books         |
| Joyride              | John Passarella                 | 30 ottobre 2018       | Titan Books         |
| Children of Anubis   | Tim Waggoner                    | 30 aprile 2019        | Titan Books         |

### Romanzo interattivo
| Titolo                                                   | Autore       | Data di pubblicazione | Casa editrice    |
| -------------------------------------------------------- | ------------ | --------------------- | ---------------- |
| Supernatural, the Television Series: The Roads Not Taken | Tim Waggoner | 1 ottobre 2013        | Insight Editions |

### Guide
| Titolo                                                               | Autore              | Data di pubblicazione | Casa editrice                  |
| -------------------------------------------------------------------- | ------------------- | --------------------- | ------------------------------ |
| The Supernatural Book of Monsters, Spirits, Demons, and Ghouls       | Alex Irvine         | 4 settembre 2007      | It Books                       |
| Supernatural: John Winchester's Journal                              | Alex Irvine         | 26 aprile 2011        | It Books                       |
| The Mythology of Supernatural                                        | Robert Nathan Brown | 2 agosto 2011         | Berkley Publishing Corporation |
| Bobby Singer's Guide to Hunting                                      | David Reed          | 6 settembre 2011      | It Books                       |
| Supernatural: The Men of Letters Bestiary: Winchester Family Edition | Tim Waggoner        | 12 settembre 2017     | Insight Editions               |